# Intramuros
Intramuros (spanisch/lateinisch, zu Deutsch etwa „innerhalb der Mauern“) bezeichnet einen Stadtteil der philippinischen Hauptstadt Manila, der komplett von Mauern umgeben ist. Während der spanischen Kolonialzeit auf den Philippinen war der Bezirk der Sitz der spanischen Kolonialverwaltung, wovon noch erhaltene Gebäude zeugen, z. B. der Palacio del Gobernador (Gouverneurspalast) oder die Kathedrale von Manila. Hier befindet sich auch das Colegio de San Juan de Letran, eine der ältesten Hochschulen des Landes. Intramuros wird als das eigentliche (ursprüngliche) Manila bezeichnet. Heute ist der Bezirk eine der Sehenswürdigkeiten der Stadt.

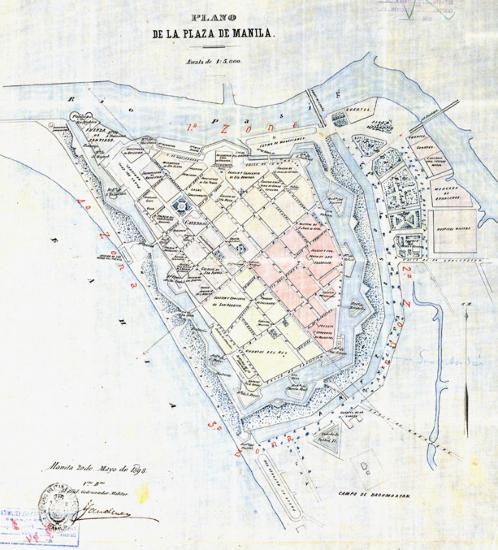
Karte von Intramuros um 1898

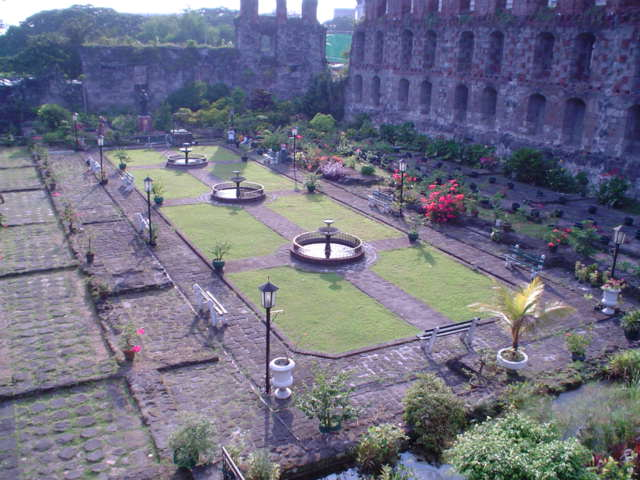
Blancos Garten in Intramuros

Innerhalb von Intramuros befindet sich die Festung Fort Santiago, die 1570 von Martín de Goiti als Fuerza de Santiago gegründet wurde, um den spanischen Konquistadoren einen Zufluchtsort gegen Guerilla-Angriffe muslimischer Einheimischer zu bieten.
1574 wurde Fuerza de Santiago von 3000 chinesischen Piraten unter Führung Lim ah hongs belagert; Goiti übernahm die Verteidigung der Stadt. Dabei verlor Goiti sein Leben, die Stadt kam zunächst unter Kontrolle der Piraten, 1575 wurde sie von Juan de Salcedo zurückerobert.
Während der britische Invasion der Philippinen 1762 wurde Intramuros Schauplatz der Schlacht um Manila, die am 5./6. Oktober stattfand. Die Festung wurde bei dem Bombardment schwer beschädigt, konnte jedoch nach Ende der britischen Besatzung 1764 wieder instand gesetzt werden.
Während des Zweiten Weltkriegs wurde Intramuros von den Japanern und insbesondere bei der Rückeroberung durch die Alliierten weitgehend zerstört. Es gilt heute jedoch in Teilen als ein gut restaurierter Stadtteil Manilas. Obwohl einige Bauten restauriert wurden, ist eine Vielzahl der Gebäude in beklagenswertem Zustand. Selbst die Kriegsschäden sind sehr oft noch sichtbar.